# Хутхул
Хутхул (рос. Хутхул) — село Агульського району, Дагестану Росії. Орган місцевого самоврядування — Сільрада Хутхульська.
Населення — 628 (2010).

## Географія
Знаходиться на відстані 1,5 км від райцентру, йде тенденція до злиття Тпігу з Хутхулом через новобудови між ними. Село має великі території пасовищ і сінокосів.

## Історія
Багато разів село змінювало місце знаходження. Донині можна побачити сліди поселень в місцевостях «Xlapyx» та «Гъуралдал». За старим селом є майданчик, де війська Надір-шаха затоптали воїнів хутхульців, а жінок і дітей забрали в полон. Одного разу мешканці села, перебуваючи на заробітках, зустріли на одній з тегеранських вулиць жінку котра збивала масло і співала пісню на агульській мові, де згадувалося село Хутхул. Ще дитиною її забрали в полон.
В 1920-ті роки, коли росіяни прийшли насаджувати свою владу, хутхульці стали на оборону своєї землі. Вся чоловіча стать (навіть віком з 6 років) пішла в бій. Для переговорів в село направлено червоноармійця на ім'я Юсуп. Назад він не повернувся — його закололи вилами жінки. Росіяни захотіли повернути тіло посланця, в противному випадку село спалять. Його шматки прив'язали до віслюка і відправили до червоноармійців. Село було знищено червоноармійцями, мешканці села, звідки був посланець, називають донині хутхульців кроволюбцями.
Село було досить заможнім. Кожен важко працював, щоб прогодувати сім'ю. Населення утримувало багато великої та малої рогатої худоби, вирощувало доста пшениці. В період розкулачування забирали в людей майже все набуте. Хто мав 5 овець залишали одну, а хто мав дві тисячі — забирали все і відправляли в Киргизстан. Тих, що залишилися в селі прозвали колгоспниками. на заміну висланим переселяли сім'ї з багатьох агульських сіл.
Про те, що село давнє свідчать численні кладовища. Коли утворено Агульський район, було вирішено зробити Хутхул районним центром. Розчищалися місця для управління. Але селяни противилися, бо місце для будівлі адміністрації села москаль вибрав якраз на місці кладовища, де була хмара надмогильних каменів, щоб далеко не носити. Такі ж камені використовували для прокладання доріг.
Сьогодні в Хутхулі дві діючі мечеті. Одна з них — пам'ятник архітектури. В радянські часи вона, як багато їй подібних, використовувалася як склад. Нині вона має своє першоначальне призначення. До совітської влади приній діяла і мадресе відома на цілий Дагестан.
В хутхульців є звичай притаманний тільки їм (поміж агульських сіл). Коли в сім'ї народжувався син, то кожний голова сім'ї йде до дому новонародженого і на подвір'ї відкриває вогонь в повітря. Тоді гостя запрошували до хати, щоб відзначити подію. Коли народжується хлопчик його зустрічають з почестями, бо він є майбутнім воїном захисником хутхульської землі.
Хутхульці є і в США.
У 1926 році село належало до Кюрінського району.
Нині в селі 150 дворів та трохи більше 400 мешканців.

## Населення
За даними перепису населення 2002 року в селі мешкало 649 осіб. В тому числі 329 (50.693374422188 %) чоловіків та 320 (49.306625577812 %) жінок.
Переважна більшість мешканців — агули (100 % від усіх мешканців). У селі переважає агульська мова.
У 1926 році в селі проживало 674 осіб.